# 法兰西社会党
法兰西社会党（缩写为PSdF）是法国历史上的一个社会主义政党。
1901年，茹尔·盖得领导的马克思主义政党法国工人党和爱德华·瓦扬领导的布朗基主义政党革命社会党合并为革命社会主义团结。1902年，该党召开科芒特里代表大会，并改名为法兰西社会党。
与让·饶勒斯领导的法国社会党不同，该党拒绝支持资产阶级政府，反对参加左翼集团。
1905年，在第二国际的干预下，该党与法国社会党合并为工人国际法国支部。